# Фёдоров, Василий (атаман)
Василий Фёдоров (казнен в декабре 1670) — донской казак, один из руководителей казацко-крестьянского восстания под предводительством Степана Разина.

## Биография
Родился в Белгороде, служил солдатом в белгородском полку. Около 1667 года Василий Фёдоров бежал со службы на Дон, где вступил в ряды казачества. Под командованием атамана С. Т. Разина В. Фёдоров участвовал в штурме Астрахани и участвовал в дальнейшем походе вверх по р. Волге.
Из Саратова Василий Фёдоров, избранный атаманом, выступил в поход на Пензу. Атаман В. Фёдоров стал одним из лидеров крестьянского восстания в Среднем Поволжье. По поручению Степана Разина Василий Фёдоров выступил в поход по городам и острогам Симбирской укрепленной черты. Объединенные силы атаманов М. Харитонова и В. Фёдорова взяли Пензу, Нижний и Верхний Ломовы, Керенск. В источниках имена обоих атаманов часто называются рядом.
По призыву жителей Троицкого острога атаман В. Фёдоров с повстанческим отрядом двинулся из Керенска к ним на помощь, планируя оттуда наступать на город Тамбов, жители которого также призывали его к себе. В бою под Троицким острогом повстанцы потерпели поражение. В. Фёдоров с небольшой группой отступил к Инсару, где был захвачен и заключен в тюрьму. Из Инсара Василий Фёдоров вместе с семью товарищами был отправлен в Нижний Ломов, где находилась ставка окольничего и воеводы, князя К. О. Щербатова. Василий Фёдоров был отдан под пытки, а затем отправлен в Красную Слободу, штаб-квартиру главного царского воеводы, боярина князя Ю. А. Долгорукова.
Между 19 и 21 декабря 1670 года по приказу князя Ю. А. Долгорукова атаман Василий Фёдоров «за… многое воровство и за бунт» был повешен.